# PROUT
PROUT è l'acronimo per PROgressive Utilization Theory o Socialismo Progressista. È una teoria economica proposta dal filosofo indiano Prabhat Ranjan Sarkar.
L'economia proutista è una forma di economia decentrata e cooperativa, che guarda al benessere collettivo più che al profitto individuale, basata sulla cooperazione ma senza trascurare l'incentivazione dei meriti degli individui.
È una economia non basata sul profitto immediato: al contrario sostiene di poter costruire il futuro collettivo.
Sostiene la massima utilizzazione delle risorse contro gli sprechi di ogni tipo, la valorizzazione dell'intelligenza umana, l'opposizione al consumismo, l'utilizzo di forme di energia e di sviluppi industriali che riducano i costi sociali presenti e futuri, e il diritto degli individui di decidere in campo economico, contro ogni monopolio economico e capitalismo di stato.
Dalla applicazione dei principi economici del PROUT e in particolare dei Principi Fondamentali del PROUT derivano i concetti di Democrazia economica e la politica economica esposta in seguito nei suoi punti fondamentali.

## Principi fondamentali
I seguenti sono i princìpi fondamentali del PROUT, proposti da Prabhat Ranjan Sarkar nel 1959.
Furono dati originariamente dall'autore in inglese, senza spiegazione, il 5 giugno 1959 nel discorso La Fratellanza Cosmica, e pubblicati in Idea ed Ideologia.
L'autore chiamò questi principi i Cinque Principi Fondamentali del PROUT. Successivamente, nel 1961, l'autore diede altri undici principi sotto forma di aforismi sanscriti e li diede in maniera tale che corrispondessero ai Cinque Principi Fondamentali.
Tutti e sedici gli aforismi, intenzionalmente, furono pubblicati come quinto capitolo di A'nanda Su'tram. Il presente capitolo include la versione dall'inglese originale dei Cinque Principi Fondamentali.

### Primo principio
L'universo è proprietà collettiva di tutti. Tutti hanno diritti usufruttuari ma nessuno ha il diritto di fare un uso sbagliato di questa proprietà collettiva.
Se una persona acquisisce e accumula una ricchezza eccessiva, limita in modo diretto la felicità e l'agio di altri nella società. Un tale comportamento è manifestamente antisociale.
Perciò a nessuno si dovrebbe concedere di accumulare ricchezze senza il permesso della società.

### Secondo principio
La ricchezza e i mezzi disponibili nel mondo materiale, sottile e causale dovrebbero essere sviluppati per il benessere di tutti. Tutte le risorse nascoste nel mondo dei cinque elementi (solido, liquido, luminoso, gassoso ed etereo) dovrebbero essere completamente utilizzate, e lo sforzo per compiere questo assicurerà il massimo sviluppo dell'universo.
Si dovranno seriamente esplorare terra, mare e spazio per scoprire, estrarre e lavorare le materie prime necessarie per i bisogni umani.
La ricchezza accumulata dall'umanità dovrebbe essere distribuita razionalmente. In altre parole, a tutti deve essere garantito il fabbisogno minimo. In aggiunta a ciò, i bisogni dei meritevoli, e in certi casi di quanti hanno bisogni particolari, dovranno essere tenuti in debito conto.

### Terzo principio
La società deve assicurare il massimo sviluppo del corpo collettivo, della mente collettiva e dello spirito collettivo. Non si deve dimenticare che il bene collettivo sta negli individui e il bene individuale sta nella collettività.
Senza assicurare il benessere individuale attraverso la giusta fornitura di cibo, luce, aria, alloggio e cure mediche il benessere della collettività non può essere mai raggiunto.
Si dovrà promuovere il benessere individuale spronati dallo spirito di incentivazione del benessere collettivo. Lo sviluppo della mente collettiva è impossibile senza lo sviluppo di un'adeguata coscienza sociale, lo sprone allo spirito di servizio sociale e il risveglio del sapere in ciascun individuo.
Così, ispirato dal pensiero del bene della mente collettiva, ciascuno deve promuovere il benessere della mente individuale. L'assenza di moralità spirituale e della spiritualità stessa negli individui spezzerà la spina dorsale della collettività.
Così, per amore del bene comune si dovrà risvegliare la spiritualità negli individui. La semplice presenza di una manciata di individui forti e coraggiosi, di un piccolo numero di studiosi o di pochi spiritualisti non indica il progresso dell'intera società.
Il potenziale per un infinito sviluppo fisico, mentale e spirituale è insito in ogni essere umano. Questa potenzialità deve essere sfruttata e portata a piena realizzazione.

### Quarto principio
Contemporaneamente alla promozione del bene individuale e di quello collettivo ci dovrebbe essere un'adeguata regolazione tra le sfere fisiche, mentali e spirituali da un lato e il mondo materiale, sottile e causale dall'altro.
Per esempio, la società ha la responsabilità di soddisfare il fabbisogno minimo di ogni individuo, ma se provvede al cibo e costruisce una casa a ciascuno sotto l'impulso di questa responsabilità, l'iniziativa individuale sarà inibita. La gente gradualmente diventerà apatica.
Perciò la società deve organizzarsi in modo tale da rendere possibile che le persone, in cambio del lavoro che compiono, ciascuno secondo le proprie capacità, possano guadagnare il denaro di cui hanno bisogno per soddisfare le loro esigenze di base.
Per innalzare il livello del fabbisogno minimo, la migliore politica è incrementare il potere d'acquisto. "Giusta regolazione" significa anche che la società, mentre si avvale dei servigi di una persona che è fisicamente, mentalmente e spiritualmente dotata, dovrebbe seguire una politica equilibrata.
La società si avvarrà del servizio fisico, intellettuale o mentale di una persona a seconda di quale di queste capacità è predominante in quella persona. La società, seguendo una politica equilibrata, utilizzerà coloro che sono sufficientemente dotati sia a livello fisico che intellettuale, più per il servizio intellettuale e meno per quello fisico, perché il potere intellettuale è, in confronto, sottile e raro.
La società, poi, si avvarrà maggiormente del servizio spirituale, meno di quello intellettuale e ancor meno di quello fisico di coloro che sono dotati in tutti e tre i campi.
Per quanto riguarda invece il bene sociale, quanti sono dotati di forza spirituale possono rendere il servizio più grande, seguiti da quelli dotati di capacità intellettuale. Quanti hanno potenza fisica, sebbene questa non sia trascurabile, non possono fare niente da soli. Qualunque cosa facciano, la fanno seguendo le istruzioni di quanti hanno forza intellettuale e spirituale.
Ne segue che la responsabilità di controllare la società non dovrebbe essere appannaggio di coloro che sono dotati solo di forza fisica, o di chi ha solamente coraggio, o nelle mani di quanti sono dotati solo intellettualmente, o hanno solo conoscenza mondana. Il controllo sociale dovrà stare nelle mani di coloro che sono spiritualmente nobili, intelligenti e coraggiosi allo stesso tempo.

### Quinto principio
L'uso corretto di ogni oggetto varia secondo i cambiamenti nel tempo, nello spazio e nelle persone. Quanti non riescono a capire questo semplice principio vogliono aggrapparsi a schemi del passato, e come risultato sono rifiutati dalla società.
Sentimenti basati sul nazionalismo ristretto, sul regionalismo, sull'orgoglio ancestrale, ecc., tendono a tenere le persone lontane da questo principio fondamentale, cosicché non possono accettarlo incondizionatamente come una semplice verità.
Conseguentemente, dopo aver arrecato un danno indescrivibile al loro Paese, ai loro concittadini e a sé stessi, sono obbligati a scivolare sullo sfondo.
Il metodo di utilizzazione di ogni oggetto cambia secondo il tempo, lo spazio e le persone. Si deve accettarlo, e dopo il riconoscimento di questo fatto, la gente dovrà progressivamente utilizzare ogni oggetto e ogni idea.
Per esempio, l'energia che una persona vigorosa utilizza per adoperare un grosso martello dovrebbe essere utilizzata attraverso la ricerca scientifica per adoperare più di un martello alla volta, invece di sprecare l'energia per adoperarne solo uno.
In altre parole, la ricerca scientifica, guidata da idee progressive dovrebbe ricavare un servizio sempre maggiore dallo stesso potenziale umano. Non è un segno di progresso usare una tecnologia antiquata in un'epoca di scienza all'avanguardia.
La società dovrà coraggiosamente confrontarsi con diversi tipi di ostacoli, grandi o piccoli, che probabilmente sorgeranno a causa dell'uso di varie risorse e materiali creati da idee progressive e da una tecnologia sviluppata. Attraverso la lotta, la società dovrà procedere verso la vittoria lungo la via della completa realizzazione nella vita.

## Altri principi economici
Diversità, non identità, è la caratteristica intrinseca del Supremo Principio Operativo (Prakrti). Non esistono nell'universo due oggetti, o due corpi, o due menti o molecole, o atomi identici. Questa diversità è la tendenza intrinseca nel Supremo Principio Operativo.
Coloro che vogliono rendere tutto uguale sicuramente falliranno perché stanno andando contro la caratteristica intrinseca del Supremo Principio Operativo. Tutte le cose sono uguali solo allo stato non manifesto di tale Principio.
Quanti pensano di rendere tutte le cose uguali inevitabilmente pensano la distruzione di tutto.
La Coscienza Suprema (Purus'a) è mio padre, il Supremo Principio Operativo (Prakrti) è mia madre e i tre mondi sono la mia patria.
L'intera ricchezza dell'universo è patrimonio comune di tutti, sebbene non esistano nell'universo due entità assolutamente identiche. Così il fabbisogno minimo vitale dovrebbe essere alla portata di ciascuno. In altre parole, cibo, vestiario, cure mediche, casa ed istruzione devono essere forniti a tutti.
Tale fabbisogno tuttavia, cambia secondo i cambiamenti che si hanno nelle varie epoche. Per esempio, come mezzo di trasporto la necessità base può essere una bicicletta in una determinata epoca ed un aeroplano in un'altra. Il fabbisogno minimo deve essere fornito a tutti in base all'epoca in cui si vive.
Dopo aver soddisfatto le minime necessità di tutti in qualsiasi epoca, la ricchezza in eccedenza dovrà essere distribuita tra i meritevoli secondo il grado del merito.
In un'epoca nella quale una bicicletta costituisce il fabbisogno minimo per la gente comune, un mezzo di trasporto a motore diventa necessario per un medico.
A riconoscimento del merito delle persone, e per fornire ai meritevoli maggiori opportunità di servire la società, costoro devono essere provvisti di veicoli a motore.
Il detto "dai in base alle tue capacità e prendi secondo le tue necessità" suona bene, ma non produce nessun risultato sul duro suolo della terra.
Il 13 ottobre 1989, Prabhat Ranjan Sarkar tenne il discorso Minime necessità e Massime Amenità e diede disposizioni affinché le idee essenziali contenute in esso andassero ad aggiungersi al presente capitolo.
Il termine "Amenità" è stato definito nel discorso stesso come "Amenità significa desideri fisici e psichici. Qualunque cosa soddisferà i desideri fisici e psichici della gente costituirà le amenità del periodo".
Queste idee furono riassunte dall'autore nel modo seguente:
- Le minime necessità devono essere garantite a tutti.
- Amenità speciali sono riservate a persone di valore speciale come da condizioni ambientali dell'epoca particolare.
- Le massime amenità devono essere garantite a tutti, anche a quanti non hanno qualità speciali, a gente comune di valore comune. Le massime amenità devono essere garantite a tutti come da condizioni ambientali. Queste amenità sono per quelli di valore ordinario: la gente comune, la cosiddetta umanità calpestata.
- Tutti e tre i suddetti processi sono infiniti, e continueranno ad aumentare in conformità alle potenzialità collettive. "Questa appendice alla nostra filosofia può essere breve, ma è di natura progressiva e di carattere progressivo. Ha implicazioni a lungo raggio per il futuro".

I meritevoli dovrebbero ricevere più della somma necessaria a soddisfare il fabbisogno minimo che è assegnata alla gente in generale, e sforzi continui dovrebbero essere compiuti per elevare il tenore di vita minimo.
Per esempio oggi la gente comune ha bisogno delle biciclette mentre i meritevoli necessitano dei veicoli a motore, ma un adeguato sforzo dovrebbe essere fatto per fornire la gente comune di veicoli motorizzati.
Dopo che tutti li avranno ottenuti potrà essere necessario fornire alle persone meritevoli un aeroplano. Dopo che ogni persona meritevole avrà un aeroplano, ci si dovrà sforzare di fornire ogni persona comune di un aeroplano, innalzando lo standard di vita minimo.
In questo modo gli sforzi per aumentare il tenore minimo dovranno continuare senza interruzione, e da questo sforzo dipenderà lo sviluppo del mondo e la prosperità degli esseri umani.

## Democrazia economica
La democrazia economica è per il PROUT il controllo reale delle risorse economiche più che il diritto a partecipare a consigli di amministrazione. Non si tratta di votare su questioni economiche, ma di fare in modo che il possesso delle risorse necessarie a vivere sia diffuso e non concentrato nelle mani di pochi. Secondo il PROUT il controllo diretto di queste risorse non può essere delegato ad un gruppo ristretto di individui.
Per realizzarla è indispensabile che siano soddisfatti almeno i quattro diritti che seguono:
1. Diritto ad avere una condizione economica dignitosa
Garantire a tutti la disponibilità delle minime necessità compresi alimenti, vestiario, abitazione, sanità e istruzione. Il diritto al lavoro è un requisito fondamentale per la garanzia delle minime necessità. Lo stato deve sostenere chi non è in grado di essere autosufficiente. Questo non è solo un diritto individuale, ma anche una necessità per lo sviluppo collettivo.
2. Diritto a migliorare la propria condizione
Incrementare costantemente il potere d'acquisto delle persone ridistribuendo la ricchezza. Sviluppare l'utilizzo delle risorse locali e sostenere la produzione di beni essenziali per soddisfare il consumo dell'intera popolazione.
3. Diritto a controllare i mezzi di produzione
Dare alle persone il diritto di decidere dell'economia locale: la Democrazia Economica sostiene e promuove forme di organizzazione del lavoro il più possibile gestite da sistemi basati sulla cooperazione coordinata, che permettano ad ogni lavoratore di essere imprenditore dell'azienda per la quale lavora, partecipando alle decisioni, agli utili e ai rischi.
4. Diritto alla sovranità economica nel territorio in cui si vive
Diritto di controllo delle risorse territoriali e della programmazione economica da parte della popolazione. La sovranità sull'economia e sulle risorse spetta alle persone che vivono in quell'area. Salvaguardia da ingerenze speculative economico finanziarie esterne.

## Politica economica
Qui sono riportati i punti fondamentali della politica economica che il PROUT vorrebbe applicare, e i vantaggi che, sempre secondo il parere del PROUT, ne potrebbero conseguire.

### Minime necessità garantite
La garanzia del fabbisogno minimo vitale ad ogni persona ha, oltre alle motivazioni etiche, lo scopo di evitare la stagnazione, assicurando che ci sia in ogni momento la massima circolazione monetaria.
Dopo aver garantito le minime necessità, è lecito lasciare che coloro che hanno particolari qualità e abilità usufruiscano di una retribuzione proporzionale al loro contributo sociale. Questo garantisce l'incentivo al miglioramento che è una componente essenziale per lo sviluppo economico. Il quantum del fabbisogno minimo deve aumentare progressivamente per migliorare anche il tenore di vita della gente comune.
Il PROUT rifiuta il concetto di equa distribuzione in favore della massima utilizzazione e distribuzione razionale delle risorse.

### Aumento del potere d'acquisto
Il parametro di controllo più importante dell'economia è per il PROUT l'aumento del potere d'acquisto degli individui. Secondo il PROUT l'economia mondiale è in crisi, e una delle cause principali è il non tenere conto di questo fattore.
L'economia gira con me, diceva lo slogan di una campagna pubblicitaria per incentivare i consumi, ma come si può fare girare l'economia se le persone comuni non hanno abbastanza denaro da spendere? Il PROUT ritiene che la recente diffusione del credito al consumo, incentivata da campagne pubblicitarie e dibattiti televisivi che ne esaltano i pregi, è un tentativo di spremere risorse da chi non ne ha, ipotecando i guadagni futuri.
La cosa più importante da farsi per incrementare il potere d'acquisto è di fare crescere la produzione di prodotti primari, invece che beni di lusso. Questo ristabilisce l'equilibrio fra produzione e consumo, assicurando a tutti il fabbisogno minimo.

### Sistema cooperativo
Secondo il PROUT, il miglior sistema per la produzione e la distribuzione di beni è il sistema cooperativo. I rapporti diretti fra cooperative di consumo e cooperative di produzione possono evitare lo sfruttamento di intermediari.
Il sistema cooperativo si sviluppa solo in comunità che abbiano un ambiente economico integrato, bisogni economici comuni e mercato per i beni prodotti in cooperazione.
Per avere successo le imprese cooperative dipendono dai principi etici, da una valida amministrazione e dalla sentita accettazione del sistema cooperativo da parte della gente. In caso contrario è molto difficile che ci sia uno sviluppo del sistema cooperativo. Costruire cooperative modello potrebbe aiutare la diffusione di questo tipo di imprese. Le cooperative dovrebbero essere tecnologicamente all'avanguardia, sia nella distribuzione che nella produzione.
Per le cooperative agricole il PROUT consiglia, nella fase iniziale, un reddito determinato al 50% dall'ammontare di terre donate alla cooperativa e per il 50% in base alla quantità di lavoro produttivo.
Gli amministratori dovrebbero essere sempre scelti fra i membri della cooperativa e gli abitanti del luogo dovrebbero avere la priorità nella partecipazione alle imprese cooperative.
Tutte le regioni dovrebbero avere una crescita paritaria, considerando le materie prime, le altre risorse e le potenzialità locali.

### Sviluppo industriale
Per avere la massima efficienza del sistema produttivo, la pertinenza delle aziende in un sistema economico PROUT bilanciato dovrebbe essere così ripartita:
- Industrie chiave gestite dal governo diretto o locale
Risorse minerarie, produzione di materie prime, energia, trasporti, industrie di pubblica utilità dovrebbero essere statali e dovrebbero essere gestite senza perdite né profitti. Questo potrà evitare monopoli privati di materie prime, favorire l'equo sviluppo di tutte le aziende che potranno contare su materie prime, energia e trasporti ad un prezzo minimo e uguale per tutti.
- Cooperative
Le cooperative dovrebbero gestire la maggior parte della produzione e dei servizi.
- Imprese private
Nella produzione in piccola scala le cooperative potrebbero non essere altrettanto efficienti che una piccola impresa. In questo caso una gestione a conduzione familiare o una ditta individuale potrebbe essere più produttiva. Esempi di questo tipo di impresa sono piccoli ristoranti, piccole imprese artigiane, piccoli negozi di beni di lusso e simili.

Il PROUT sostiene la massima modernizzazione nell'industria e nell'agricoltura attraverso l'introduzione della tecnologia scientifica più appropriata, tuttavia il processo di modernizzazione e di razionalizzazione non dovrebbe condurre ad un aumento della disoccupazione. La piena occupazione dovrà essere mantenuta riducendo progressivamente le ore di lavoro mano a mano che l'introduzione di un'appropriata tecnologia scientifica aumenterà la produzione. 

### Decentramento
Per realizzare il decentramento dell'economia il Prout sostiene la formazione, in tutto il mondo, di unità socioeconomiche. Le unità socioeconomiche dovrebbero essere formate su fattori come problemi economici comuni, uniformità di potenzialità economiche, analogie etniche, caratteristiche geografiche comuni e il retaggio sentimentale che proviene da legami socioculturali come la lingua e l'espressione culturale.
Le unità socioeconomiche devono essere libere di delineare il proprio piano economico ed i metodi di implementazione dello stesso. I Proutisti hanno individuato all'interno dell'Italia una sola zona socioeconomica, con l'eventuale sviluppo di due altre zone in Sardegna e Sicilia, status che attraverso le loro già acquisite autonomie hanno già parzialmente realizzato.
L'Italia dovrebbe aver garanzia di poter fruire di una completa libertà per raggiungere l'autosufficienza economica attraverso l'applicazione dei propri piani e delle proprie politiche economiche.
Sentimenti universali e di lotta allo sfruttamento dovrebbero guidare il cambiamento economico, per evitare che ci siano degenerazioni negli obiettivi.
Il problema della disoccupazione dovrebbe essere affrontato tenendo in considerazione i sentimenti della gente del posto e sviluppando le industrie agricole, le industrie agrarie e tutte le industrie necessarie per soddisfare il consumo locale.
Realizzando un decentramento diffuso delle industrie si potranno evitare problemi ambientali e di squilibrio economico, causa di flussi migratori. Più ciascuna zona sviluppa il proprio potenziale economico, più la disparità di reddito procapite fra zone diverse diminuisce; secondo il PROUT, quando ogni zona sarà economicamente autosufficiente, l'intero Paese si svilupperà e tutti potranno godere della prosperità economica.

### Piani di sviluppo
Per una massima e razionale utilizzazione del territorio e delle sue risorse, la pianificazione garantirebbe maggiore stabilità dei prezzi ed eviterebbe un inutile accumulo di eccedenze di prodotto che causano l'esposizione dello stato con interventi di cassa.
La pianificazione come il PROUT la intende è un contratto tra le parti sociali: produttori, lavoratori, enti locali.
La pianificazione economica dovrebbe essere basata su quattro fattori fondamentali: il costo di produzione, la produttività, il potere d'acquisto e la necessità collettiva. Oltre a questi fattori si dovrebbero considerare le risorse naturali, le caratteristiche geografiche, il clima, il sistema fluviale, il trasporto, le potenzialità industriali, il retaggio culturale e le condizioni sociali.
La nazionalizzazione di industrie in fallimento, allo scopo di mantenere i posti di lavoro per far sì che i consumi non calino è un errore. Si dovrebbero invece sviluppare le industrie e le produzioni che possano avere un mercato locale immediato, perché le manovre economiche che hanno il solo scopo di incrementare il consumo, dando sovvenzioni perché questo avvenga, sono sprechi che molto presto vengono pagati collettivamente. Dovrebbe essere sempre seguito il principio di massima utilizzazione delle risorse e delle potenzialità, evitando di retribuire lavori che non siano una reale risposta alla domanda di consumo. Il surplus di produzione dovrebbe essere esportato solo dopo che si sono soddisfatti i consumi locali.
La pianificazione economica dovrebbe essere effettuata solo dai "cittadini economici" di una zona, senza imposizioni e interferenze dall'esterno.
Sulla base della programmazione a livello provinciale, si dovrebbe sviluppare un piano coordinato a livello nazionale. Secondo il PROUT la programmazione centrale è stata un fallimento totale in tutti i Paesi del mondo; questo tipo di approccio dal basso verso l'alto potrebbe essere la soluzione al problema, perché distrugge la radice dell'accentramento economico.

#### Cittadinanza economica
Secondo il Prout si considera cittadino di una determinata zona socioeconomica, con il diritto di possedere i mezzi di produzione e di prendere decisioni riguardanti i piani di sviluppo di quella zona, chiunque abbia fuso i suoi interessi sociali ed economici con quelli di quella zona.
Questo implica che chiunque abbia i suoi interessi economici al di fuori della zona dove vive non dovrebbe aver diritto ad influenzare l'economia della zona dove abita.
Allo stesso modo chi vive in una zona per un periodo transitorio, per motivi di lavoro, e non intende stabilirsi durevolmente in quella zona, non dovrebbe avere diritto di decisioni che influenzino l'economia della zona.

### Scambio e commercio
Il PROUT propone che la distribuzione dei prodotti essenziali sia effettuata interamente attraverso cooperative di consumo e non attraverso vari livelli di mediatori o il governo.
Questo non lascerebbe spazio alla speculazione. La base di scambio fra unità socioeconomiche autosufficienti dovrebbe essere, per quanto possibile, effettuato con accordi di scambio di prodotti e materie prime, per evitare lo sfruttamento basato sul cambio monetario.
I prodotti essenziali dovrebbero essere esenti da imposte. Le imposte dovrebbero essere raccolte nella fase della produzione piuttosto che sui redditi, troppo facilmente occultabili.
Anche il sistema bancario dovrebbe essere gestito da cooperative, tranne la banca centrale o federale controllata dal governo locale o federale.
Il principio base dell'economia produttiva dovrebbe essere: "per prima cosa incrementare il potere d'acquisto della gente comune".